# قشلاق بيازي
قشلاق بيازي هي قرية في مقاطعة أذر شهر، إيران. عدد سكان هذه القرية هو 732 في سنة 2006.